# Abdurrahim Dursun
Abdurrahim Dursun (Bayburt, 1º dicembre 1998) è un calciatore turco, difensore dell'Antalyaspor.

## Caratteristiche tecniche
È un terzino sinistro.

## Carriera

### Club
Ha giocato nella prima divisione turca con il Trabzonspor, con cui ha disputato anche 3 partite in Europa League.

### Nazionale
Ha giocato nella nazionale turca Under-20.
Il 7 settembre 2018 ha esordito con la nazionale Under-21 turca disputando il match di qualificazione per gli Europei del 2019 vinto 4-0 contro Cipro.

## Palmarès

### Club

#### Competizioni nazionali
- Coppa di Turchia: 1

Trazbonspor: 2019-2020